# Bad Soden-Salmünster
Bad Soden-Salmünster – miasto uzdrowiskowe w Niemczech, w kraju związkowym Hesja, w rejencji Darmstadt, w powiecie Main-Kinzig.
Bad Soden-Salmünster zamieszkiwane przez liczną Polonię, która tworzy swoiste "polskie bloki" oraz przez mniejszość muzułmańską. W Salmünster znajduje się przedszkole, szkoła oraz dwa położone niedaleko siebie kościoły: ewangelicki i katolicki.
Co roku w sierpniu obchodzone są dni miasta.
W mieście jest stacja kolejowa Bad Soden-Salmünster.

## Współpraca
- Guilherand-Granges, Francja